# Burgstall Welchenberg
Der Burgstall Welchenberg bezeichnet das abgegangene Schloss Welchenberg 240 m westlich der Filialkirche St. Mauritius von Welchenberg, einem Gemeindeteil der niederbayerischen Gemeinde Niederwinkling im Landkreis Straubing-Bogen. Die Anlage wird als Bodendenkmal unter der Aktennummer D-2-7142-0224 mit der Beschreibung „mittelalterliche und frühneuzeitliche Befunde und Funde im Bereich des Burgstalls Welchenberg“ geführt.

## Geschichte
Ein Altman de Welichinberch wird unter den nobiles einer Urkunde von 1125 genannt. 1331 wird Welchenberg in der Reihe der Landsassengüter erwähnt. Im 12. und 13. Jahrhundert sind mehrere Herren von Welchenberg als Zeugen feststellbar. Im 14. Jahrhundert saßen die Lengenfelder auf Welchenberg. In der Folgezeit kamen Schloss und Hofmark Welchenberg an die Chamerauer; durch diese gelangte der Besitz auf dem Heiratsweg an Wolfgang Rammelstein von Loch.

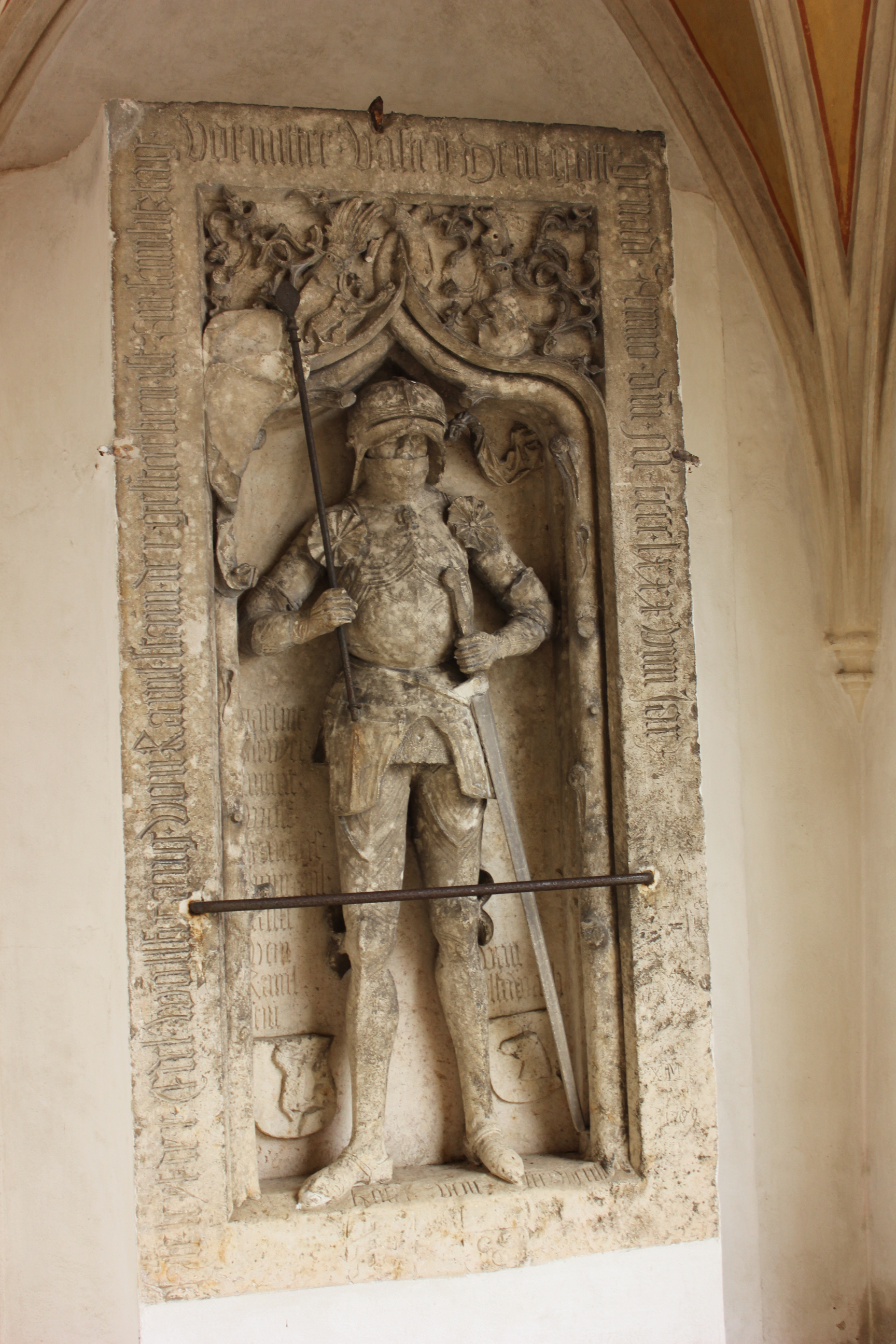
Epitaph des Wolfgang von Rammelstein in der Wallfahrtskirche Bogenberg auf dem Bogenberg. Die Umschrift lautet „Hie. leyt. der. Edel. Wollfgang. von. Ramlstain. der. gestorben. Ist. An. sambtztag. Vor. mitter. Vasten. Dem. gott. genad. Anno. dmi. M. cccc. Lxxxiiii Jar“

Wolfgang Rammelsteiner wird erstmals 1479 urkundlich genannt, als er seinen Hof zu Undorf bei Loch verkauft. Seine Ehefrau Agnes war eine Tochter Ulrichs von Chamerau; sie war in erster Ehe mit Georg von Sattelbogen verheiratet. Durch diese Heirat kam die Hofmark Welchenberg, die zuvor seinem Schwiegervater gehört hatte,  an ihn. Wolfgang Rammelsteiner verstarb 1489. Er beteiligte sich an den Turnieren in Heidelberg (1481) und Regensburg (1487) und gehörte als Ritter der Straubinger Landschaft an. Er gehörte auch zu dem Kreis der Ritter aus dem Straubinger Land, die 1488 gegen die Steuerausschreibung Herzog Albrechts IV. protestierten. Am 14. Juli 1489 konstituierte sich in Cham der Löwlerbund zur Verteidigung der adeligen Freiheiten. Wolfgang Rammelsteiner stand dem Personenkreis der Löwler zwar nahe, hat jedoch die Gründung des Bundes nicht mehr erlebt. Seine Frau Agnes ließ ihren verstorbenen Mann in die Gedenkliste der Priesterbruderschaft von Straubing aufnehmen.
1567 verkaufte Wilhelm von Nußberg die geschlossene Hofmark an Kaspar von Lerchenfeld. Heinrich Lerchenfeld, bischöflich-passauer Rat,  verkaufte sie an Pankraz von Pürching. Dessen Sohn Johann starb am 13. April 1654. Mit Urkunde vom 8. März 1657 vermachte Katharina von Pürching, die Witwe des vormaligen Hofmarksherrn, ihren Besitz dem Kloster Oberalteich, das im Schloss eine Propstei errichtete. Welchenberg unterstand dem Pfleggericht Mitterfels. Bei der Säkularisation 1803 wurden die Propstei aufgelöst und das Schloss auf Abbruch veräußert. Dessen neuer Besitzer wurde der Bierbrauer Schmaus, dieser ließ das Schloss abbrechen. Nach der Aufgabe des Schlosses wurden Steine und Ziegel für den Kirchen- und Hausbau verwendet.

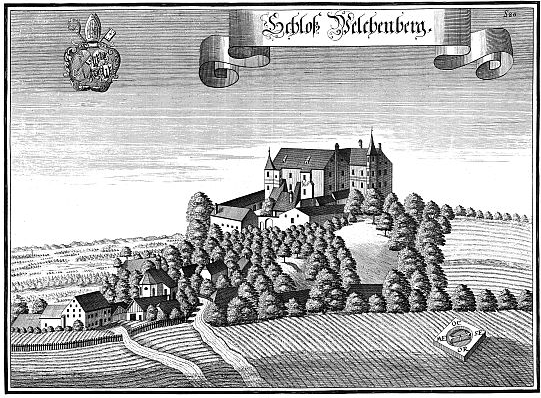
Schloss Welchenberg nach einem Stich von Michael Wening (1726)

## Beschreibung
Nach einem Stich von Michael Wening von 1726 war das damalige Schloss ein von etwa 1600 stammender zweigeschossiger Renaissancebau mit Flügeln und mehreren Ecktürmchen. Dem Schloss vorgelagert waren Wirtschaft- und Wehrbauten; ein Tor mit einer Einmanntüre führte vom Osten zu dem Schloss.
Gegenwärtig ist der Burgstall Welchenberg ein steil geböschter Kegelstumpf mit einem Plateau von 30 m im Durchmesser. Am Rand trägt er einen ringförmigen Wall aus Bruchsteinen; im Inneren befindet sich gemörteltes Mauerwerk mit Ziegelbruchstücken. Er wird durch einen bogenförmigen Halsgraben vom westlichen Hinterland abgetrennt. Nach Osten ist eine kleine Wiesenterrasse vorhanden, ansonsten ist die Burgstelle heute mit Laubholz überwachsen.